# Пироговка (Липецкая область)
Пироговка — деревня Петровского сельсовета Измалковского района Липецкой области.

## География
Деревня находится юго-восточнее деревни Дубки вдоль автодороги 42К-394. Рядом с Пироговкой проходит железная дорога, за которой расположен Хомутов лес.

## Население
| 2010 |
| ---- |
| 14   |